# Depot von Orlishausen
Das Depot von Orlishausen (auch Hortfund von Orlishausen) ist ein Depotfund der frühbronzezeitlichen Aunjetitzer Kultur (2300–1550 v. Chr.) aus Orlishausen, einem Ortsteil von Sömmerda im Landkreis Sömmerda (Thüringen). Die erhaltenen Gegenstände des Depots sind heute zwischen dem Stadtmuseum Erfurt und dem Landesmuseum für Vorgeschichte in Halle (Saale) aufgeteilt. 

## Fundgeschichte
Das Depot wurde 1859 südöstlich von Orlishausen auf einer kleinen Bergzunge am „Wenigen Feld“ gefunden.

## Zusammensetzung
Das Depot war in einem Keramikgefäß niedergelegt worden, das nicht aufbewahrt wurde und über dessen genaue Form keine Informationen vorliegen. Das Gefäß war mit einem Stein abgedeckt und enthielt 28 Bronzegegenstände: 20 Halsringe und acht Randleistenbeile. Von den Ringen sind noch zehn Ösenhalsringe und ein Thüringer Ring erhalten. Von den Beilen sind noch zwei Exemplare erhalten. Der Rest des Depots ist verschollen. Der Thüringer Ring befindet sich heute in Halle, die restlichen erhaltenen Gegenstände in Erfurt.